# 上野尻ダム

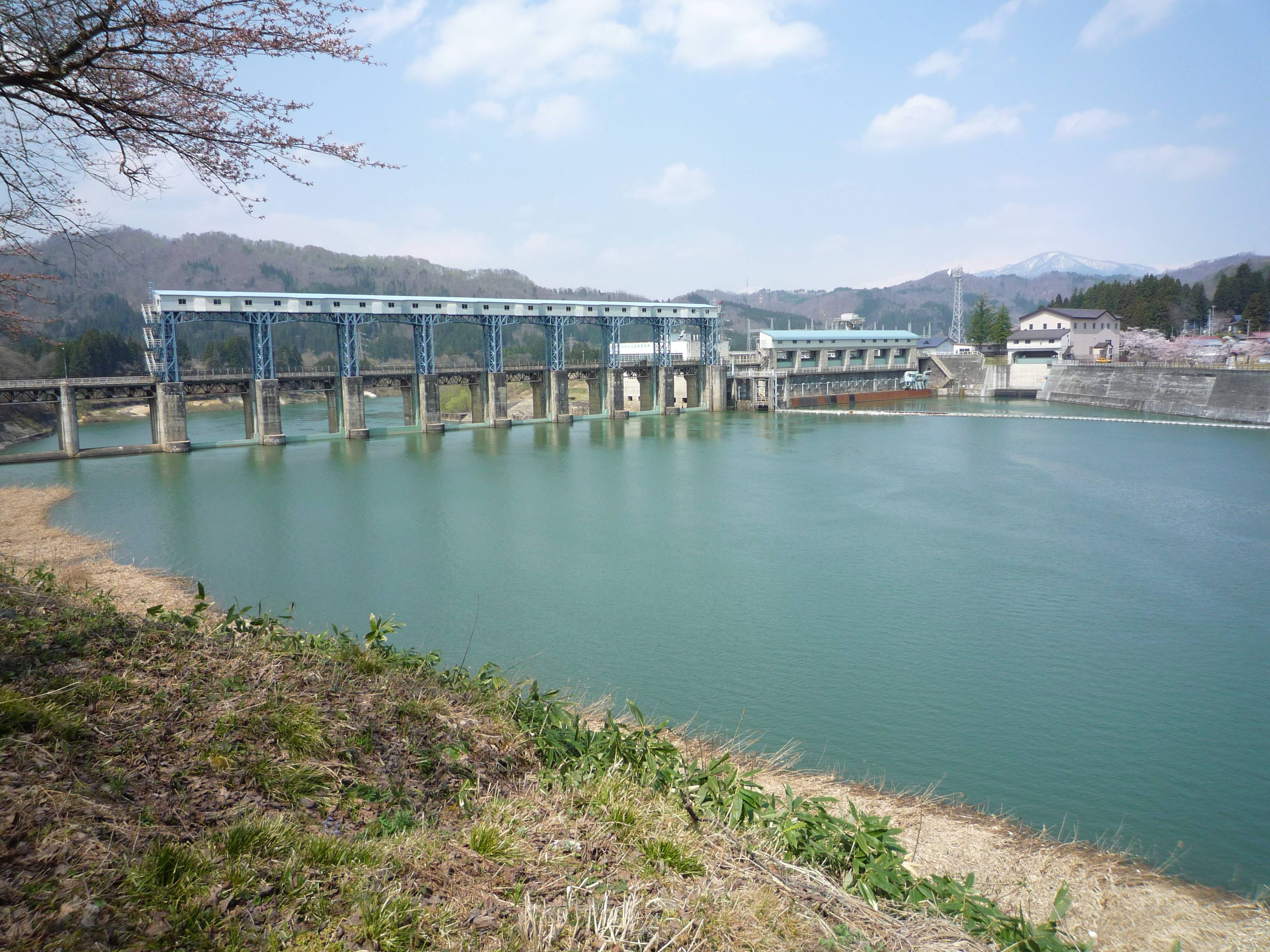
ダム上流側

上野尻ダム（かみのじりダム）は、福島県耶麻郡西会津町にあるダムである。

## 概要

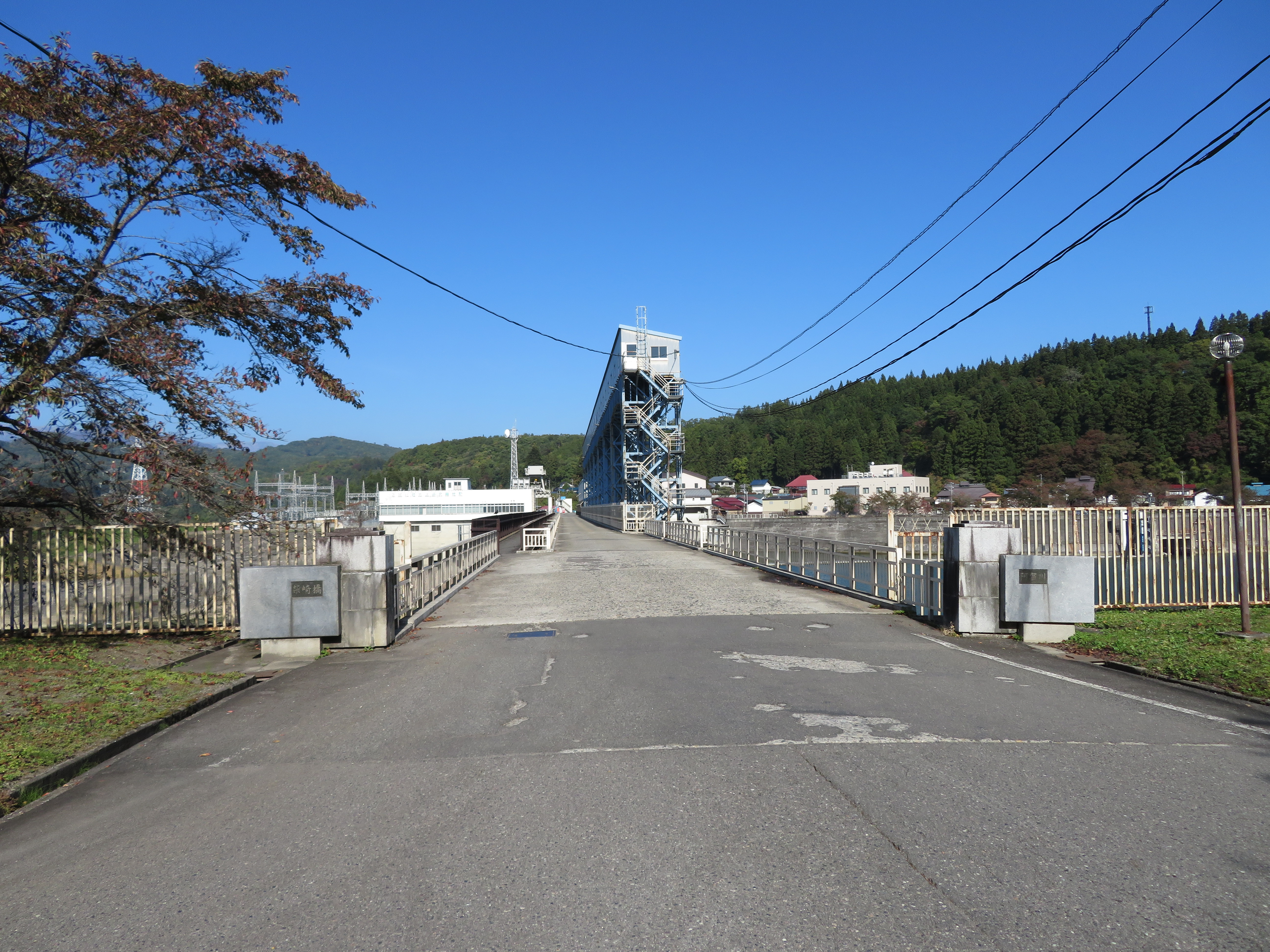
柴崎橋
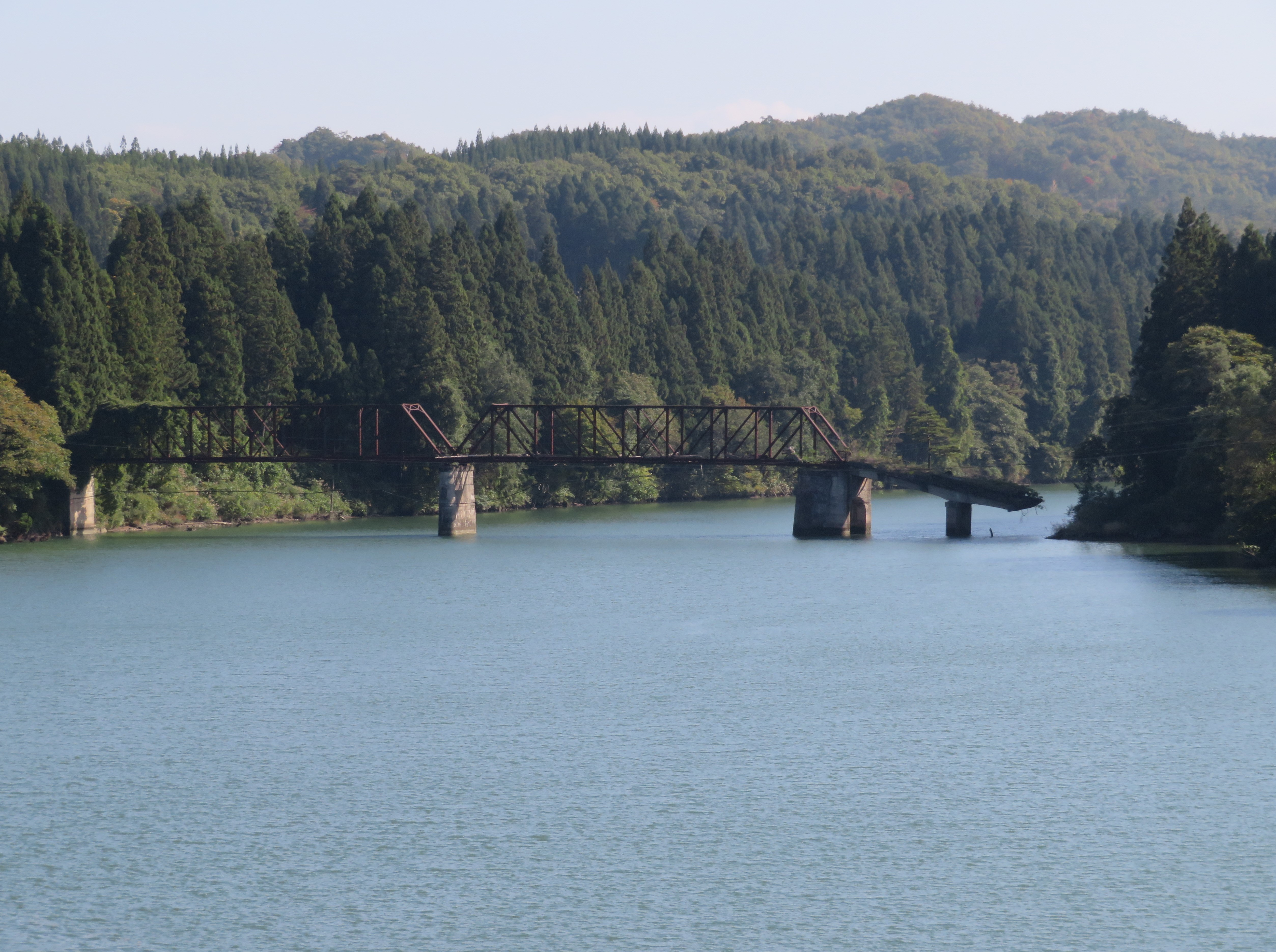
旧柴崎橋

東北電力により一級水系阿賀野川水系阿賀川に建設された水力発電用ダムであり、福島県内の阿賀野川水系では最下流に位置するダムである。堤体には8門のローラーゲートと左岸側に2門の自由越流式洪水吐が設置されており、天端上は福島県道338号上郷下野尻線の柴崎橋として供用されている。歩行者安全性向上のため1990年（平成2年）には歩道橋である柴崎橋側道橋が上流側に建設された。
柴崎橋
- 全長：269.7 m
- 幅員：4.5 m
- 竣工：1959年（昭和34年）

柴崎橋側道橋
- 全長：157.6 m
- 幅員：1.5 m
- 竣工：1990年（平成2年）[2]

上流にはダム建設、当橋梁開通に伴い廃橋となった旧柴崎橋が現存している。
- 柴崎橋
- 旧柴崎橋

## 上野尻発電所・第二上野尻発電所
ダム右岸側に発電所建屋が設置されている。1958年8月に上野尻発電所（最大出力52,000kW）が運転を開始し、2002年6月より第二上野尻発電所（最大出力13,500kW）が増設され運転が開始された。第二上野尻発電所では世界で初めて立軸バルブ水車が採用された。

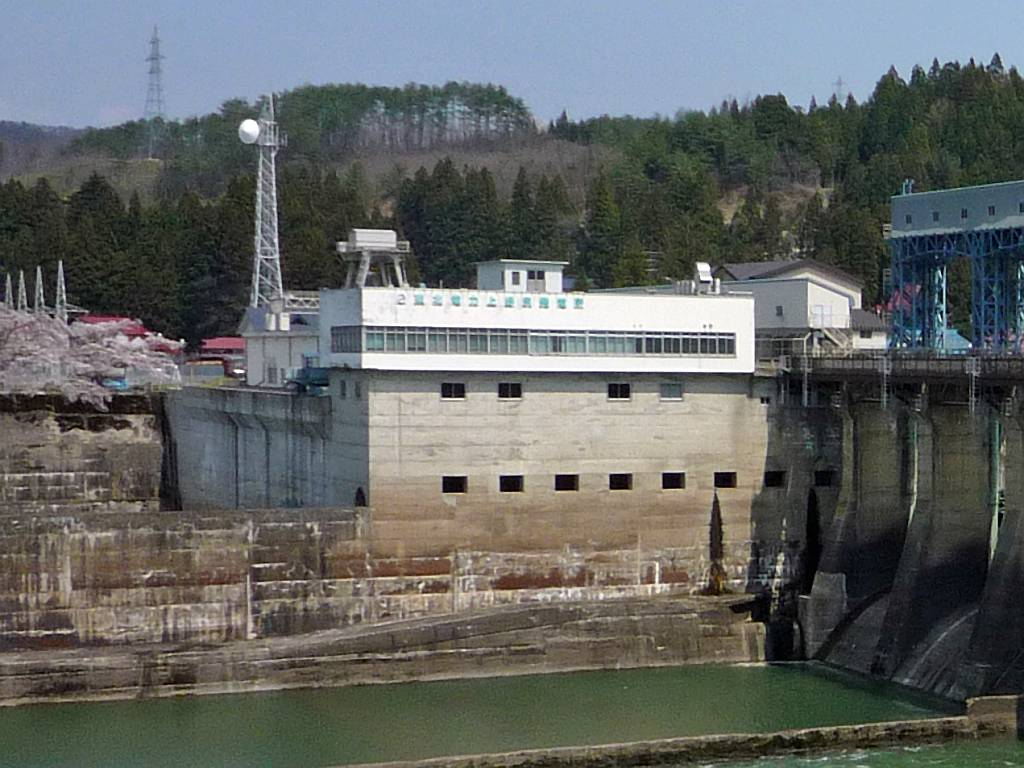
上野尻発電所
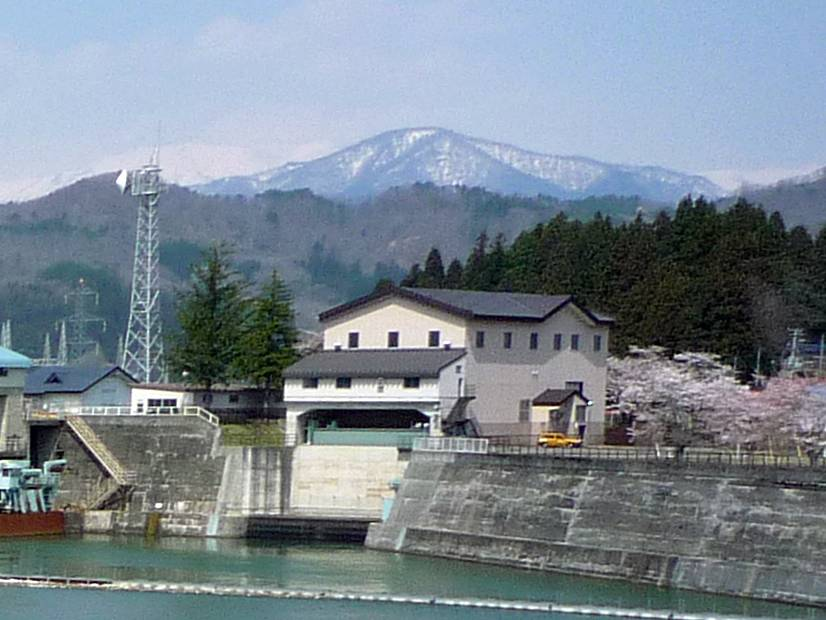
第二上野尻発電所

## その他

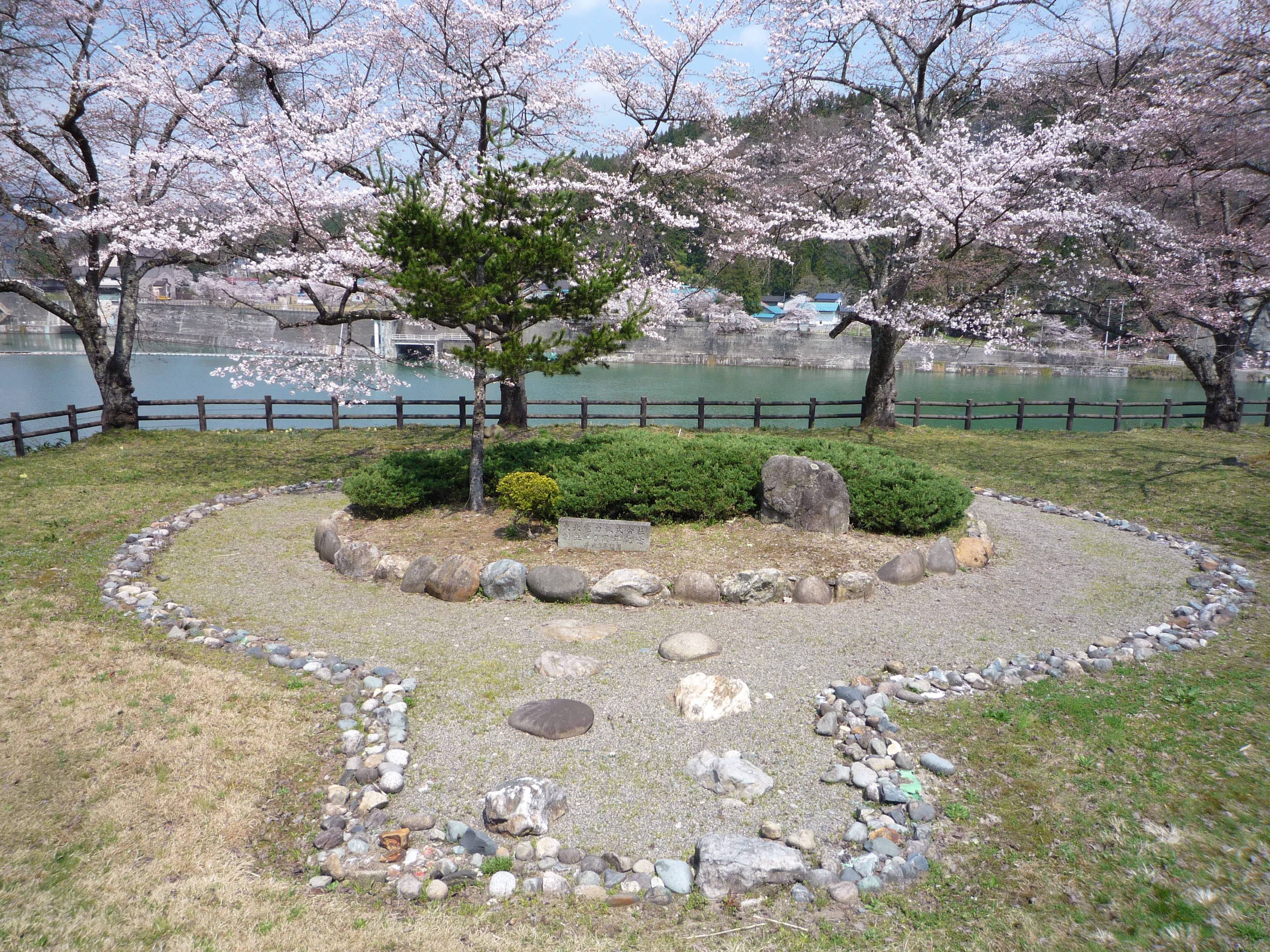
湖畔にある「東北電力株式会社創立40周年記念」の碑

- 当ダムの両岸は桜の名所として知られており、右岸側は公園として整備されている[4]。左岸側は建設時に用いられたバッチャープラントの中にベンチが設置され、四阿の様になっている。
- 当ダムのダムカードが道の駅にしあいづで配布されている[5]。